# クリストファー・ネグロン
クリストファー・デビッド・ネグロン（Kristopher David Negrón, 1986年2月1日 - ）は、アメリカ合衆国ニュージャージー州バーリントン郡ウィリングボロ・タウンシップ出身の元プロ野球選手（ユーティリティープレイヤー）、野球指導者。右投右打。現在は、MLBのシアトル・マリナーズの一塁コーチを務める。

## 経歴

### プロ入りとレッドソックス傘下時代
2006年のMLBドラフト7巡目（全体223位）でボストン・レッドソックスから指名され、遊撃手としてプロ入り。契約後、傘下のルーキー級ガルフ・コーストリーグ・レッドソックスでプロデビュー。A-級ローウェル・スピナーズでもプレーし、2球団合計で50試合に出場して打率.282、2本塁打、21打点、15盗塁を記録した。
2007年はA級グリーンビル・ドライブとA+級ランカスター・ジェットホークスでプレーし、2球団合計で115試合に出場して打率.225、2本塁打、29打点、31盗塁を記録した。
2008年、マイナー3球団（A級グリーンビル、A+級ランカスター、AA級ポートランド・シードッグス）で自己ベストとなる129試合に出場。長打（二塁打24・三塁打8・本塁打8）全てで自己ベストの数字を残したほか、2年連続で31盗塁を決めた。

### レッズ時代
2009年8月14日にアレックス・ゴンザレスとのトレードで、シンシナティ・レッズへ移籍した。移籍前後のマイナーリーグ通算では、134試合に出場して打率.259、6本塁打、41打点、27盗塁を記録した。
2010年は、自身初のAAA級ルイビル・バッツへの昇格を経験した。また、この年のマイナーリーグ通算の出場試合数は127試合であり、3年連続で125試合以上に出場した事となった。打撃面では打率.269・11本塁打・41打点という成績をマーク。マイナーリーグで自身3度目の30盗塁以上且つ自己ベストとなる35盗塁をマークしたほか、11本塁打は自己最多の数字である。オフの11月19日にレッズとメジャー契約を結び、40人枠入りした。
2011年3月21日にAAA級ルイビルへ異動した。この年は123試合に出場して打率.216、9本塁打、45打点、11盗塁を記録した。
2012年3月18日にAAA級ルイビルへ配属され、そのまま開幕を迎えた。6月6日にメジャーへ昇格し、翌7日のピッツバーグ・パイレーツ戦でメジャーデビュー。4回裏に代走として出場した。その後3試合に代打として出場していたが、6月18日にAAA級ルイビルへ降格した。オフの11月18日にノンテンダーFAとなったが、12月1日にレッズとマイナー契約で再契約した。
2013年はAAA級ルイビルでプレーし、116試合に出場して打率.225、5本塁打、30打点、11盗塁を記録した。10月14日にレッズとマイナー契約で再契約した。
2014年はAAA級ルイビルで開幕を迎え、75試合に出場した。7月10日にレッズとメジャー契約を結んだ。
2015年6月25日にマイナー・オプションでAAA級ルイビルに降格し、7月27日に左肩痛のため7月24日に遡ってマイナーリーグの故障者リスト入りした。7月31日に復帰し、9月8日にメジャー昇格したが、24日に15日間の故障者リスト入り、27日には60日間の故障者リスト入りに移行した。10月30日に40人枠から外れる形でAAA級ルイビルへ配属された後、11月6日にFAとなった。

### カブス傘下時代
2016年1月14日にシカゴ・カブスとマイナー契約を結び、同年のスプリングトレーニングに招待選手として参加することになった
。
この年は傘下のAAA級アイオワ・カブスでプレーし、117試合に出場して打率.256、9本塁打、46打点、23盗塁を記録した。オフの11月7日にFAとなった。

### ダイヤモンドバックス時代
2016年11月14日にアリゾナ・ダイヤモンドバックスとマイナー契約を結び、2017年のスプリングトレーニングに招待選手として参加することになった。
2017年は開幕から8月末まで傘下のAAA級リノ・エーシズでプレーし、120試合に出場して打率.300、13本塁打、64打点、13盗塁を記録した。9月1日にメジャー契約を結んでアクティブ・ロースター入りした。この年メジャーでは14試合に出場して打率.160・1打点の成績を残した。レギュラーシーズン終了後の10月31日にマイナー契約でAAA級リノへ配属された。
2018年1月9日にダイヤモンドバックスとマイナー契約を結び、同年もスプリングトレーニングに招待選手として参加することになった。シーズンではAAA級リノで開幕を迎え、6月4日にメジャー契約を結んでアクティブ・ロースター入りした。6月6日にジョン・ジェイの加入に伴ってDFAとなり、10日に40人枠を外れる形でAAA級リノへ配属された。

### マリナーズ時代
2018年8月30日に金銭トレードで、シアトル・マリナーズへ移籍し、傘下のAAA級タコマ・レイニアーズへ配属された。9月1日にメジャー契約を結んでアクティブ・ロースター入りした。
2019年3月13日にマイナー契約でAAA級タコマへ配属された。7月16日にメジャー契約を結んでアクティブ・ロースター入りした。

### ドジャース時代
2019年7月29日にダニエル・カストロとのトレードで、ロサンゼルス・ドジャースへ移籍した。オフの11月9日に自由契約となり、12日に現役引退を表明した。

### 引退後
2020年よりマリナーズの選手育成アシスタントディレクターに就任した。2021年はマリナーズ傘下AAA級タコマ・レイニアーズの監督を務めた。2022年からはマリナーズの一塁コーチを務める。

## 詳細情報

### 年度別打撃成績
| 年 度    | 球 団    | 試 合 | 打 席 | 打 数 | 得 点 | 安 打 | 二 塁 打 | 三 塁 打 | 本 塁 打 | 塁 打 | 打 点 | 盗 塁 | 盗 塁 死 | 犠 打 | 犠 飛 | 四 球 | 敬 遠 | 死 球 | 三 振 | 併 殺 打 | 打 率 | 出 塁 率 | 長 打 率 | O P S |
| -------- | -------- | ----- | ----- | ----- | ----- | ----- | -------- | -------- | -------- | ----- | ----- | ----- | -------- | ----- | ----- | ----- | ----- | ----- | ----- | -------- | ----- | -------- | -------- | ----- |
| 2012     | CIN      | 4     | 5     | 4     | 2     | 1     | 0        | 0        | 0        | 1     | 0     | 0     | 0        | 0     | 1     | 0     | 0     | 0     | 2     | 0        | .250  | .400     | .250     | .650  |
| 2014     | CIN      | 49    | 158   | 144   | 19    | 39    | 10       | 1        | 6        | 69    | 17    | 5     | 0        | 1     | 0     | 12    | 0     | 1     | 40    | 2        | .271  | .331     | .479     | .810  |
| 2015     | CIN      | 43    | 107   | 93    | 5     | 13    | 2        | 0        | 0        | 15    | 2     | 2     | 0        | 2     | 0     | 9     | 0     | 3     | 23    | 2        | .140  | .238     | .161     | .399  |
| 2017     | ARI      | 14    | 31    | 25    | 3     | 4     | 1        | 0        | 0        | 5     | 1     | 0     | 0        | 1     | 0     | 4     | 0     | 1     | 7     | 1        | .160  | .300     | .200     | .500  |
| 2018     | ARI      | 2     | 3     | 3     | 0     | 1     | 0        | 0        | 0        | 1     | 1     | 0     | 0        | 0     | 0     | 0     | 0     | 0     | 0     | 0        | .333  | .333     | .333     | .667  |
| 2018     | SEA      | 18    | 30    | 29    | 6     | 6     | 0        | 0        | 1        | 9     | 3     | 2     | 0        | 0     | 0     | 1     | 0     | 0     | 9     | 1        | .207  | .233     | .310     | .544  |
| '18計    | SEA      | 20    | 33    | 32    | 6     | 7     | 0        | 0        | 1        | 10    | 4     | 2     | 0        | 0     | 0     | 1     | 0     | 0     | 9     | 1        | .219  | .242     | .313     | .555  |
| 2019     | SEA      | 10    | 25    | 23    | 3     | 5     | 0        | 0        | 0        | 5     | 1     | 0     | 0        | 0     | 0     | 2     | 0     | 0     | 9     | 0        | .217  | .280     | .217     | .497  |
| 2019     | LAD      | 30    | 57    | 54    | 9     | 14    | 1        | 0        | 2        | 21    | 7     | 1     | 1        | 0     | 0     | 3     | 0     | 0     | 17    | 1        | .259  | .298     | .389     | .687  |
| '19計    | LAD      | 40    | 82    | 77    | 12    | 19    | 1        | 0        | 2        | 26    | 8     | 1     | 1        | 0     | 0     | 5     | 1     | 0     | 26    | 1        | .247  | .293     | .338     | .630  |
| MLB：6年 | MLB：6年 | 170   | 416   | 375   | 47    | 83    | 14       | 1        | 9        | 126   | 32    | 10    | 1        | 4     | 0     | 32    | 1     | 5     | 107   | 7        | .221  | .291     | .336     | .627  |

### 背番号
- 17（2012年、2014年 - 2015年）
- 45（2017年 - 2019年7月28日、2022年 - ）
- 9（2019年7月30日 - 同年終了）